# Wesertal
Wesertal (letteralmente: «valle della Weser») è un comune tedesco, situato nel Land dell'Assia.
Non esiste alcun centro abitato con tale denominazione; si tratta pertanto di un comune sparso.

## Storia
Il comune di Wesertal venne creato il 1º gennaio 2020 dalla fusione dei comuni di Oberweser e di Wahlsburg.